# Олександр Васильович Суздальський
Олекса́ндр Васи́льович (рос. Александр Васильевич; д/н — 1331/1332) — великий князь Володимирський у 1328—1331/1332 роках (як Олександр III), князь суздальський у 1309—1331/1332 роках.

## Життєпис
Син князя Василя Михайловича Суздальського. 1309 року після смерті батька спадкував ним. З 1310 року підтримував тверського князя і великого князя володимирського Михайла Ярославича в боротьбі з князем Юрієм Даниловичем Московським. Зберіг союз із Тверським князівством й після загибелі 1318 року Михайла, підтримуючи його сина Дмитра. Проте після страти того у 1326 році перейшов на бік князя Івана Даниловича Московського.
1327 році разом з московсько-ординським військом брав участь у придушенні Тверського повстання. У 1328 році отримав від Узбек-хана ярлик на велике князівство Володимирське, від якого відокремили Кострому й Новгородську республіку.
Олександр Васильович брав участь у церемонії входження Івана Даниловича до Новгорода. За цим 1329 року разом з останнім очолив похід на Псков, де сховався тверський князь Олександра Михайлович. Для піднесення значущості своєї столиці Суздаля перевіз з Володимира сюди вічовий дзвін Успенського собору. Але на новому місці дзвін не став дзвонити, що сприйняли як недобре знамення, і дзвін повернули назад.
Помер наприкінці 1331 або напочатку 1332 року. В Суздалі йому спадкував молодший брат Костянтин Васильович, а велике князівство Володимирське разом з Нижнім Новгородом і Городцем отримав Іван Данилович Московський.